# Actinopodidae
Actinopodidae (лат.) — семейство мигаломорфных пауков из надсемейства Migoidea. 3 рода. Встречаются в Южном полушарии.

## Распространение
Встречаются в Южном полушарии: Австралия, Южная Америка (от Панамы до Аргентины и Чили).

## Описание
Пауки среднего размера (обычно от 1 до 3,5 см), в основном чёрного или коричневого цвета (у самцов есть ярко окрашенные, красные или синие участки) с широким карапаксом. В зависимости от вида брюшко чёрного или темно-синего цвета с пятнами от светло-серого до белого на вершине. Ноги тёмные, а голова блестяще-черная. Самки семейства коренастее и крупнее. Живут в засыпанных почвой норах с откидным верхом. Норы могут достигать глубины 30 см. Нора предназначена для укрытия от хищников и паразитов, контроля температуры. Пауки-самцы уходят из норы в поисках пауков-самок для спаривания, в то время как самки остаются в норе большую часть своей жизни.
Некоторые представители, известные как пауки-мыши (Missulena), могут иметь медицинское значение, так как их укусы потенциально опасны.

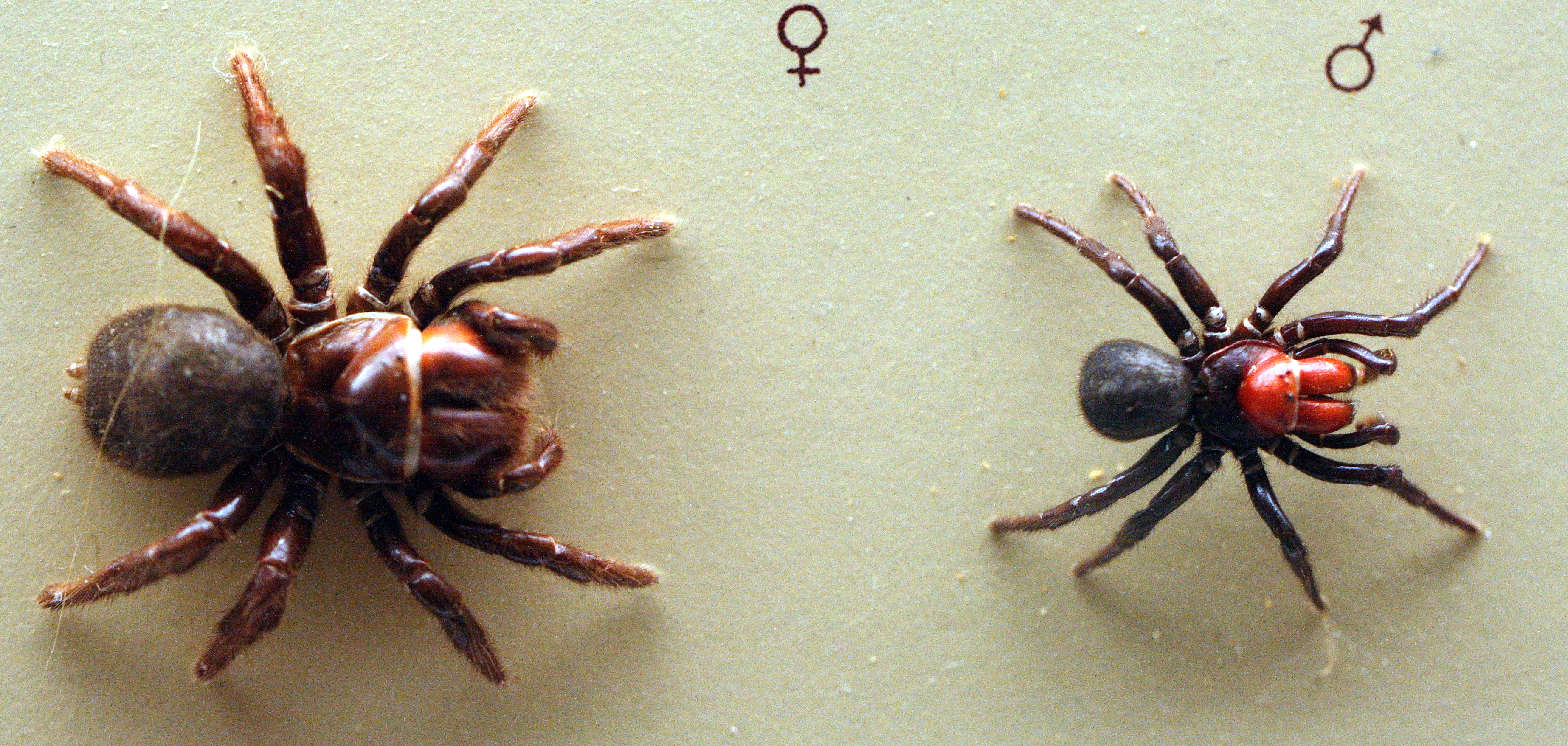
Missulena, самка и самец
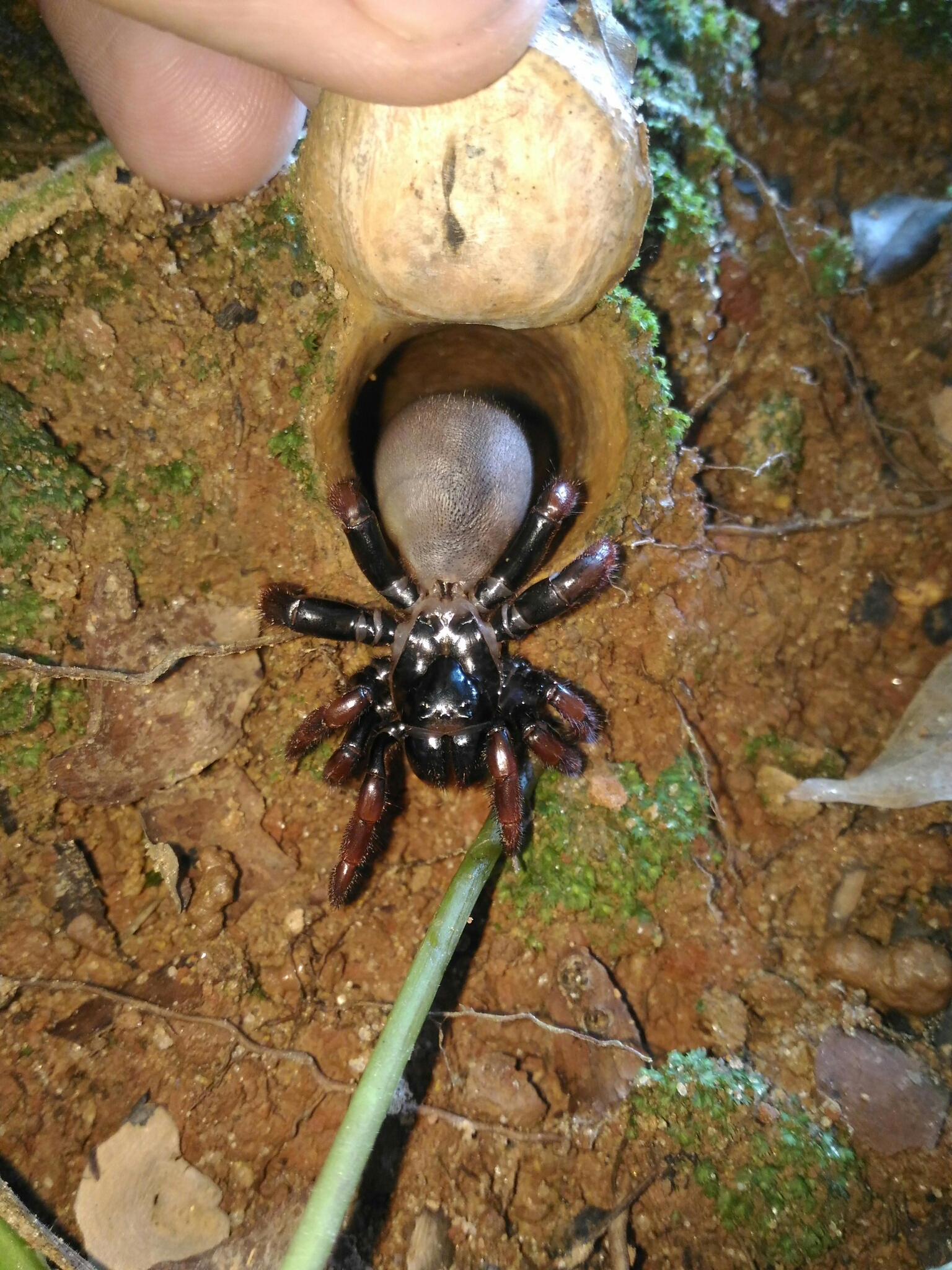
Actinopus pusillus
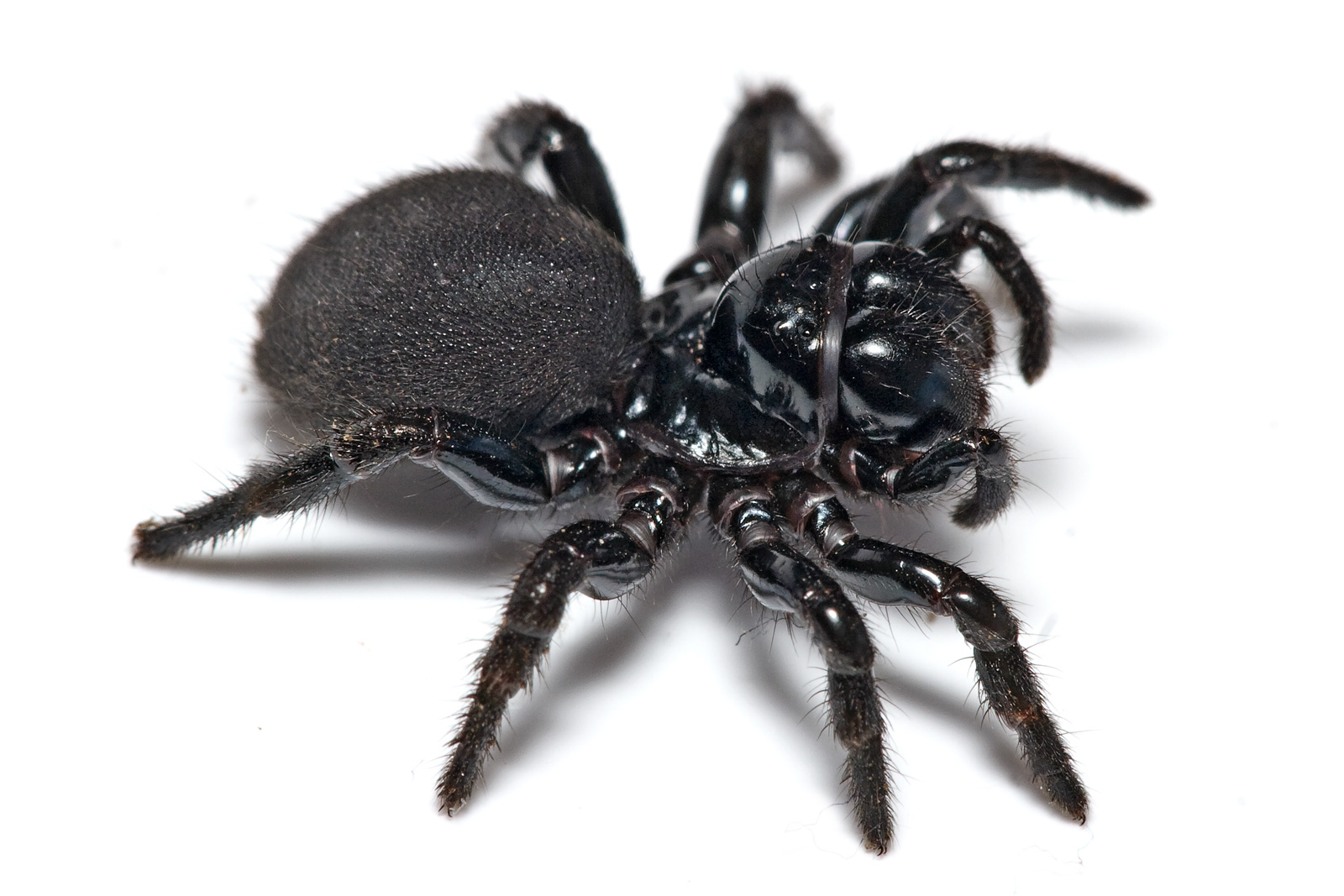
Missulena bradleyi

## Классификация
Более 100 видов и 3 рода. Семейство было впервые выделено в 1892 году французским арахнологом Эженом Симоном (Eugène Simon; 1848—1924) в ранге подсемейства Actinopodinae в составе пауков-птицеядов (Aviculariidae) одновременно с Paratropidinae и Miginae.
- Actinopus Perty, 1833 — Южная Америка, более 80 видов
  - =Aussereria Holmberg, 1881
  - =Closterochilus Ausserer, 1871
  - =Theragretes Ausserer, 1871
- Missulena Walckenaer, 1805 — Австралия, Чили, более 10 видов
- Plesiolena Goloboff & Platnick, 1987 — Чили, 2 вида